# Maurizio Sacripanti
Maurizio Sacripanti (Roma, 1916 – Roma, 1996) è stato un architetto italiano.

## Biografia
Nato a Roma, nel quartiere Prati, Maurizio Sacripanti si laurea in Architettura nel 1941.
Architetto d'avanguardia e docente universitario Ordinario di Composizione architettonica all'università "La Sapienza" a Roma, dalla metà degli anni settanta.
Realizza numerosi progetti di grande interesse dal dopoguerra agli anni sessanta, ma trova pieno riconoscimento dalla critica con il concorso per il Grattacielo Peugeot a Buenos Aires (1961).In seguito partecipa al concorso per il Teatro lirico a Cagliari (1965), il Centro di cure a Domodossola (1966), i nuovi uffici della Camera a Roma (1967), il Padiglione italiano all'Expo 70 di Osaka (1968), il progetto per il nuovo Museo di Padova (1968). Tra le opere più recenti sono da segnalare il complesso a Santarcangelo di Romagna (1977), la sistemazione urbana, il parcheggio, la piazza e il teatro a Forlì (1976-1981), il Museo della Scienza a Roma (1982-83).La sua carriera culmina con la costruzione del Museo civico “Parisi-Valle” a Maccagno (Varese) (1979-98) per il quale riceve il Premio In/arch 1991-1992.
Scomparso nel settembre del 1996, Sacripanti è stato un convinto sostenitore dell'inscindibilità delle discipline artistiche.

## Archivio
L'archivio di Maurizio Sacripanti si articola in due sezioni.
Un primo fondo conservato presso la Fondazione Museo delle arti del XXI secolo - MAXXI. Centro archivi architettura, .è stato concesso nel 2011 in comodato gratuito dagli eredi Sacripanti per le collezioni del MAXXI Architettura. Comprende documentazione prevalentemente grafica e fotografica relativa a circa 20 progetti redatti dall'architetto nel corso della sua carriera. Tra questi il progetto di concorso per il Grattacielo Peugeot a Buenos Aires del 1961, il progetto per il Concorso nazionale per i nuovi uffici della Camera di Deputati del 1968, il progetto del Padiglione italiano all'Esposizione internazionale di Osaka del 1970, redatto nel 1968, e tra gli ultimi, il progetto di concorso per un complesso parrocchiale a Tor Tre Teste, Roma del 1994.
Altra parte dell'archivio si trova presso l'Accademia nazionale di San Luca, dove è pervenuto nel 1995 per volontà dello stesso Sacripanti,  è conservato nella sezione degli archivi di architettura contemporanea. Il fondo, dichiarato di notevole interesse storico il 30 settembre 1995 dalla Soprintendenza archivistica per il Lazio, è stato oggetto di un primo intervento di inventariazione promosso dall'Accademia, dopo l'acquisizione. Nel 2011 è stato avviato un riordino generale e una campagna di riproduzione digitale dei disegni, delle fotografie, delle pellicole e delle lastre fotografiche, al fine della realizzazione del sito, inaugurato nel 2015. Comprende disegni e materiale fotografico relativo a vari progetti dal 1947 al 1990, tra cui il grattacielo Peugeot a Buenos Aires (1961), la nuova sede della Camera dei deputati (1967), il padiglione italiano all'esposizione di Osaka (1968), i teatri di Cagliari (1964-65) e Forlì (1976-89), il museo della scienza a via Giulia (1984). Alcune lastre e negativi si riferiscono anche a lavori di studenti dei corsi universitari tenuti da Sacripanti.

## Opere
- 1946 - "Concorso per la sistemazione dell'ex piazza d'Armi (ora piazza Partigiani)", Perugia, con A. Baccin. (Primo premio ex aequo)
- 1947 - "Case unifamiliari a schiera nel quartiere sperimentale QT8", Milano con C.Cicconcelli;
- 1947 - "Concorso per un albergo per la gioventù nel quartiere sperimentale QT8", Milano con C. Cicconcelli
- 1948 - "Concorso nazionale per il Centro direzionale", Milano con C. Cicconcelli. (Progetto premiato).
- 1949 - "Concorso internazionale per il Palazzo di Giustizia" Beirut con C. Cicconcelli.
- 1950 - "Concorso per il nuovo auditorium e per la sede dell'Accademia musicale di S. Cecilia al Borghetto Flaminio", Roma.
- 1950 - 1952 "Case a Matera" – INA-Casa.
- 1953 - "Concorso appalto per un quartiere di ampliamento della città", Cagliari, (primo premio).
- 1954-1955 - "Concorso per l'ospedale generale San Giuseppe di Empoli", Firenze, (primo premio).
- 1956-1958 - "Quartiere residenziale S. Lucia II", Verona con G. Bisoffi, E. D'Andrea, N. Di Cagno, G. Malatesta, P. Moroni.
- 1957 - "Concorso per la nuova biblioteca di Torino" con F. Minissi (progetto premiato); "Piano Regolatore generale Villafranca", Verona con P. Moroni; "Complesso residenziale Incis", Verona.
- 1958 – "Concorso-appalto per il nuovo ponte olimpico di Tor di Quinto", Roma, con A. Martinelli.
- 1961 - "Concorso internazionale per il grattacielo Peugeot",Buenos Aires con F. Frigerio, M. Mafai, R. Nigro, L. Tombini (menzione d'onore).
- 1962 - "Padiglione italiano alla Fiera internazionale", Tolosa.
- 1962 - 1963 - "Quartiere per i dipendenti del ministero degli Esteri",Roma con Del Bufalo, Rebecchini, Riguzzi, Vignali.
- 1964 - ""Progetto del quartiere Cynthia, case operaie per i dipendenti delle industrie siderurgiche", Bagnoli (Napoli) con A. Nonis, G. Lo Jacono, F. Medin, A. Martinelli.
- 1965 - "Concorso per il nuovo teatro lirico", Cagliari con A. Nonis, G. Pellegrineschi (automatismi), G. Perucchini (strutture), F. Purini, A. Perilli (secondo premio); "Progetto di tipologie per quartieri residenziali Ises", Napoli; Concorso-Progetto di un centro per la cura e la rieducazione dei silicotici", Domodossola (Novara) con A. Martinelli (secondo premio In/Arch-Domosic).
- 1967 - "Concorso nazionale per i nuovi uffici della Camera dei Deputati", Roma con F. Frigerio, G. Pellegrineschi, G. Perucchini, (primo premio ex aequo); "Padiglione italiano alla Fiera Internazionale", Parigi;
- 1968 - "Padiglione italiano alla Fiera internazionale Monaco Esposizione dei materiali per l'edilizia";  "Concorso per il nuovo museo nella zona degli Eremitani" Padova con A. Nonis, G. Pellegrineschi, G. Perucchini (primo premio); "Concorso per il padiglione italiano all'Esposizione Internazionale del 1970", Osaka, con A. Nonis, M. Decina, G. Perucchini, A. Latini, A. Perilli, R. Pedio, G. Leoncilli.
- 1969 - "Scuola elementare in prefabbricato a Molfetta" (Bari)
- 1970 - "Concorso per l'ospedale psichiatrico di Bergamo" con A. Nonis, G. Perucchini, A. Latini, G. Leoncilli.
- 1971 - "Concorso internazionale per la progettazione di organismi universitari per l'Università Libera di Bruxelles" con G. Perucchini, M. Decina, F. Frigerio.
- 1972 - "Sistemazione del portico della Facoltà di Legge dell'Università di Bari" con G. Capogrossi, A. Castelli; "Progetto di una chiesa a Partanna" (Trapani)
- 1974 - "Progetto per un monumento sacrario ai Caduti della città di Cassino" (Frosinone) con U. Mastroianni.
- 1976 - "Concorso a inviti per il progetto di un organismo educativo a Montebello" (Perugia) (secondo premio).
- 1976-1977 - "Concorso nazionale per il nuovo teatro comunale di Forlì" con R. Carrieri, M. Decina, R. Fregna, G. Perucchini, L. Vignali, P. Zarlenga (primo premio); "Progetto per la Biblioteca del Centro di Fisica Teorica", Trieste.
- 1977 - "Scuola media a Santarcangelo di Romagna" (Forlì) con G. Perucchini.
- 1979-1998- "Civico Museo -Parisi-Valle- di Maccagno" (Varese) con G. Noris (premio In/Arch 1991-92)
- 1980 - "Piazza Parcheggio" a Forlì; "Progetto del centro I.C.R.A. «Matteo Ricci»" a Hofei, Repubblica Popolare Cinese
- 1981 - "Allestimento della mostra della scienza, "5 miliardi di anni fa (Buco Nero)" presso il Palazzo delle Esposizioni di Roma".
- 1982-1983 - "Progetto per il Museo della Scienza in via Giulia a Roma".
- 1985 - "progetto per un allestimento di teatro-anfiteatro nella basilica di Massenzio", Roma.
- 1986-1990 "ampliamento del cimitero comunale", Assisi.
- 1987-1990 "progetto di ristrutturazione del castello Savelli a Palombara Sabina"(Roma).
- 1992-1993 "Progetto di ampliamento della Facoltà di Scienze Politiche, Statistiche e Biologia", Roma, con A. Michetti, C. Martino

## Premi e riconoscimenti
1. Primo premio ex aequo per il concorso per la sistemazione dell'ex piazza d'Armi (ora piazza Partigiani) a Perugia, 1946
2. Riceve il Premio IN/ARCH 1991-92 per il Museo di Maccagno.
3. Riceve dall'Università di Houston nel Texas, Stati Uniti, il 'Distinguished Contribution to Architetcure'.

## Le sue pubblicazioni
- Sacripanti M., La villa borghese in Roma, F.lli Palombi, Roma 1953
- Sacripanti M., Il disegno puro e il disegno dell'architettura, F.lli Palombi, Roma 1953 estratto
- Sacripanti M., L'evoluzione dell'organismo teatrale in Rassegna critica dell'architettura n 13 1960
- Sacripanti M., Una metodologia di progettazione in 'Marcatré' n 8,9,10/1964
- Sacripanti M., Il mausoleo di Santa Costanza in Roma in L'Architettura Cronache e Storia n 125/ 1966
- Sacripanti M., Appunti per una struttura urbana in 'Domus' n 437/1966
- Sacripanti M., Il Totalteatro in "Ulisse" vol. X, fasc. LXV, luglio, 1969
- Sacripanti M., Città di frontiera in L'Architettura Cronache e Storia n 187/1971
- Sacripanti M., Città di frontiera, Bulzoni, Roma, 1973
- Sacripanti M., Sulla linguistica architettonica in L'Architettura Cronache e Storia n 230/1974
- Sacripanti M., Peccata mundi, a cura di L. Canali, Lalli, Poggibonsi, 1989
- Sacripanti M., Deus ex machina in 'Technology Review n 16/1989

## Temi progettuali

### Il tema del ponte
Il tema del ponte costituisce un riferimento continuo per l'idea di architettura di Sacripanti. In primo luogo per quanto concerne le valenze “strutturali”, poiché permette il persistere di uno spazio vuoto sottostante, in secondo luogo per l'intrinseca componente “formale”, poiché riconduce all'affascinante metafora della sospensione e del valico. Infine per le sue caratteristiche funzionali, che fanno riferimento all'idea di percorso.
Tema del ponte:
- spazio e vuoto sottostante;
- metafora della sospensione;
- metafora del valico;
- idea di percorso;
- rapporto tra passato e futuro.

## Progetti

### 1961Grattacielo Peugeot, Buenos Aires, - Progetto
Il Concorso Internazionale prevedeva la progettazione di un edificio per uffici di società commerciali.
Il progetto proposto da Sacripanti è un progetto provocatorio, che si configura come una sorta di città lineare, di matrice lecorbusieriana, ripensata nella dimensione verticale.
Una torre centrale con funzione portante a cui sono appesi una serie di volumi, gli uffici veri e propri.
Questo procedimento compositivo capovolge la tradizionale concezione dell'edificio/grattacielo inteso come volume compatto, alto, valido e inespressivo proponendo esternamente una superficie libera, ottenuta per scomposizione di volumi e funzionale alle necessità di spazio di ciascuna società.
Idea progettuale: valersi della pubblicità come strumento compositivo e sfruttarla per definiere un oggetto architettonico parzialmente modificabile.
Alle singole attività che vi si insediano, è concessa la possibilità di darsi riconoscibilità. Il rivestimento dei volumi viene pensato come una combinazione di segmenti di metallo policromo e di canali luminosi applicati sulle lamelle frangisole, in modo da formare lettere e figure da usarsi per sottolineare visivamente l'attività interna al blocco.
Architettura come specchio della società, oggetto di consumo e per il consumo, acquisendo, attraverso ciò che Sacripanti chiama "sfruttamento figurativo della pubblicità" una valenza concettuale legata alle ricerche
artistiche contemporanee.
Idea di perenne variabilità dell'edificio che riflette la mutevolezza dell'uomo e delle attività che svolge ed organizza
Il progetto denota attenzione per la componente grafica, per l'immagine del progetto (che la cultura italiana del tempo non seppe apprezzare, ma che quella attuale ha recuperato in Italia e all'estero).
I volumi differenziati e liberi all'esterno, sono comunque raccolti entro una maglia tanto rigorosa quanto mutevole. Nella composizione di questi volumi essi sono approfonditi e caratterizzati da "squarci" logge che porteranno giardini pensili, e che consentono la visione dall'esterno del "cuore" del grattacielo.
La pubblicità non è elemento sovrapposto lasciato al caso, che vanificherebbe l'architettura, ma è assunta come elemento intrinseco della composizione, componente di essa fin dall'inizio, fattore di forma del grattacielo.
La mobilità diventa una componente essenziale, si utilizzano strumenti mobili, consumabili, alterabili per definizione: subendoli semplicemente, utilizzandoli per la loro stessa capacità di variazione, si crea una maglia che controlla tutte le proprie combinazioni, un oggetto che non ha più una definizione fissa, ma determina un parametro figurativo la cui prevedibilità è totale, ma la cui variabilità è ricchissima.
Il tempo entra nel progetto per un mondo come il nostro, consumato nel tempo.
La costruzione è interamente modulata, possibile quindi di totale prefabbricazione.

### 1968 Museo degli Eremitani a Padova - progetto

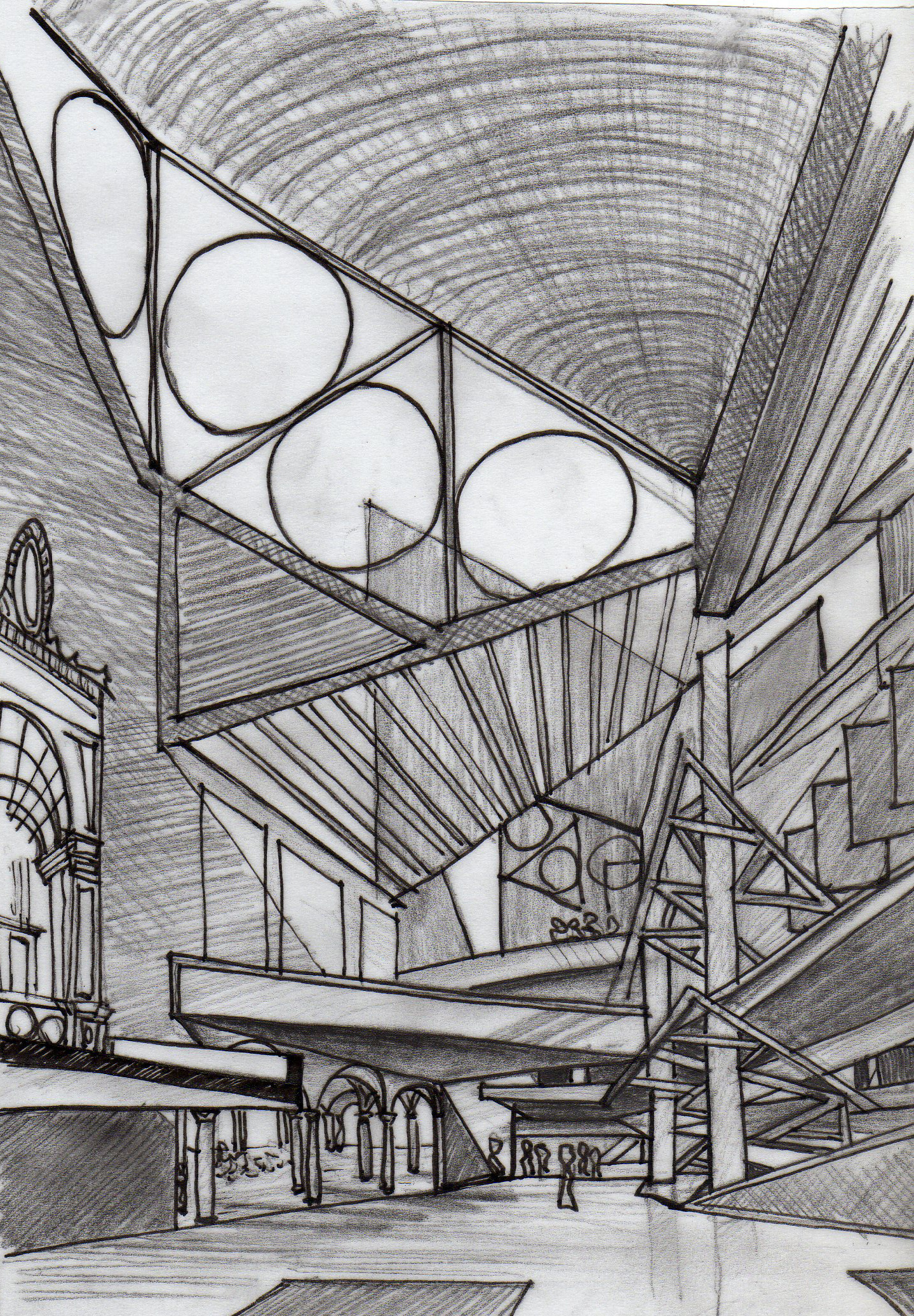
Museo degli Eremitani, Padova, progetto

Il progetto che nasce dal cuore dell'antico, il chiostro del convento, ma da esso anche si distacca, formalmente e anche fisicamente, in quanto sospeso, consentendo una lettura integra dei due distinti momenti della storia
Il progetto nasce per associazione frattalica di semplici elementi geometrici, sviluppandosi nella direzione ortogonale al corpo della chiesa per quasi tutta la lunghezza del chiostro, di cui lascia libero e praticabile il porticato. L'edificio diventa tutt'uno con lo spazio distributivo, definendosi per accostamento di strutture lineari che permettono di traguardare altresì, una reciproca percezione tra le strutture sospese. Il progetto di uno spazio interno autonomo, teorema di Sacripanti per cui la tecnologia è l'ipotesi e la mutevolezza della tesi, consente una molteplicità di soluzioni espositive, caratterizzando ogni singolo elemento.
Si crea uno spazio dilatato con nuclei sospesi nel vuoto che assolvono la funzione espositiva. Ciascun oggetto diventa creatore di spazio, ogni volta diverso, entro e per la rete pulsante dei ponti.
La struttura metallica è interamente a vista e viene letta tutta contemporaneamente non essendoci alcuna suddivisione degli spazi interni. La scelta di questa tecnologia costruttiva tubolare deriva dall'obiettivo di ridurre al minimo gli ingombri.
Gli impalcati e solai sono costituiti da travi alveolari longitudinali, travi IPE trasversali, con interassi costanti, lamiera grecata e soletta in calcestruzzo.
Lungo i bordi laterali, nello spessore del solaio, trovano posto gli impianti elettrici, di riscaldamento e il sistema di sicurezza antincendio fornito di bocchette e azionato automaticamente o a comando.
L'edificio orientato Nord-Sud, sarà dotato di vetri trasparenti, doppi sul fronte Nord, e vetri speciali come vetri opachi o atermici, sui fronti Sud ed Est.
Per rendere più ampie le libertà espositive Sacripanti studiò la possibilità di trasformare i parapetti dei ponti in una serie di elementi ribaltabili per poter aumentare e variare la forma dei ponti di percorso.
Con un ponte cominciò e con un ponte concluse (il Museo Parisi-Valle a Maccagno che è manifestamente un edificio-ponte(Varese).

### 1968/1969 - Padiglione italiano ad Expo 70, Osaka - Progetto
L'idea di uno spazio in movimento, tema che caratterizza i progetti di Sacripanti, è qui riferito ad progetto che per sua natura è soprattutto un'occasione sperimentale per gli architetti, un'occasione di inventività, capricciosità e ingiustificati giochi di abilità, nuovi modi di fruire lo spazio - (come ne furono esempi il padiglione di Mies van der Rohe a Barcellona e il muro inclinato di Alvar Aalto a New York.)
Allo spazio statico si contrappone lo spazio in movimento, dinamico.
Il progetto è l'uso del tempo come parametro effettivo, come mezzo architettonico, manipolabile concretamente.
Il bando richiedeva un mero involucro, non parlava dei contenuti da esporre, lasciando così all'architettura il compito di promuoverli e definirli.
Vi si ritrova la novità dei parametri percettivi che uno spazio mutante necessariamente comporta.
Questa novità di percezione è un fattore costante del linguaggio artistico moderno, dal cubismo in poi.
Il progetto prevede una doppia serie contrapposta di sette "lame" circolari incernierate nel baricentro eccentrico, con moto indipendente per ciascuna lama, in modo da creare uno spazio interno continuamente mutevole, e involucro esterno pulsante per il flettersi e il tendersi del mantello di plastica posto tra le lame.
La combinatorietà dei movimenti delle lame è infinita, i parametri specifici che la delimitano sono:
1. ogni escursione verso l'alto e verso il basso, delle lame, può variare da "0" a "18°" per la sesta e settima lama di ciascuna serie, e di "15°" per le altre cinque, per un totale di "36°" per le maggiori e di "30°" per le minori.
2. il periodo delle escursioni sarà più grande per le minori e più piccolo per le maggiori.
3. per tutta la durata dell'esposizione il programma dovrebbe essere tale da non comportare mai la stessa combinazione di valori.
4. quando l'apparato si mette in movimento è necessario che gli inizi delle escursioni delle lame vengano sfalsati opportunamente nel tempo.
5. è possibile arrestare una o più lame, tramite una fotocellula, che dopo un tempo prefissato (uno, due minuti) riprendono il programma.

Il programma è indicativo perché ciò che conta è la combinatorietà infinita degli spostamenti delle lame, che determinano le modificazioni spaziali. Le lame appaiono come i "mattoni" dello spazio mobile, simili quindi, a elementi costruttivi fondamentali.
Alle lame che giacciono verticalmente sono applicate ali di irrigidimento perpendicolari al piano di moto, che recano membrane di plastica trasparente.
La luce ha la sua importanza nel progetto sia la luce esterna, filtrata dalle membrane trasparenti in modo diverso a seconda dei diversi gradi di inclinazione nel movimento delle lame, sia quella interna, connessa al movimento e quindi anch'essa mutevole.
La composizione prevede una funzione continua ed imprevedibile derivata da una struttura ben salda, due archi di cerchio, due tronchi di cono ricurvi e sondati che si richiamano a vicenda nel loro andamento crescente e decrescente, e questo nucleo manipola i suoi pensieri, si rifà alla tridimensionalità.

### 1972 Progetto di una chiesa, Partanna (Trapani)
Il progetto fu commissionato nell'ambito di un programma di ricostruzione delle zone terremotate nella Valle del Belice.
La ricerca dell'equilibrio e della chiarezza strutturale, formale e funzionale è fondamentale nel percorso compositivo di Sacripanti.
Il complesso a pianta quadrata presenta un forte segno cruciforme che gerarchizza lo spazio. Funzionalmente questo elemento divide tra loro lo spazio vuoto del sagrato, quello dell'aula preposta alla liturgia e gli spazi ospitanti le funzioni secondarie delimitate dalle braccia minori della croce.
Due strade tangenti l'edificio ne segnano il limite superiore e inferiore, l'elemento cruciforme funge da percorso che colma il dislivello presente tra le due strade. Questo percorso produce le funzioni anziché distribuirle, diventando un insieme di funzioni immagine.
L'organismo della chiesa è inteso come somma di volumi tettonici ed endotettonici, vi è un processo di continua compenetrazione di spazi coperti e aperti che giunse a negare la linea del terreno con l'intento di annullare il concetto di sopra-sotto (che nel progetto del padiglione di Osaka aveva invece voluto enfatizzare).
Il percorso rimanda al concetto di vicolo, di strada del borgo, che permette lo svolgersi di una serie di immagini sempre diverse ora sullo spazio per le cerimonie all'aperto, ora, attraverso dei tagli sulle pareti sull'aula liturgica.
L'aula liturgica è un vero e proprio guscio ricavato nei limiti fisici dell'edificio e del terreno, le cui superfici si modellano plasticamente.
Queste pareti interne contrastano con il rigore delle pareti esterne.
La ricerca della dinamicità dello spazio nel disegno dell'aula liturgica, si concretizza attraverso l'uso sapiente di due variabili: la materia e la luce.
Si concretizza il concetto di spazio in moto.

### 1977 Scuola media, Santarcangelo Di Romagna (Forlì')
Forma finita e non finita insieme, coincidente con la fiaba e l'affetto umano che la sostanzia, e nello stesso tempo, la forma, come contenuto funzionale e percezione entro il tempo, è metafora.
Questa scuola si avvale di spazi mobili e di un controllo tecnologico. La struttura è composta da due setti lineari lunghi trenta metri, fuori terra tre, cui si agganciano in alto e in basso quattro travi di cemento armato e reticolari d'acciaio. Questo libera quasi interamente il terreno e consente di appendersi e sovrapporsi alle travi. Il paesaggio plastico, incanalato nella direttrice dei setti, è completamente autonomo nella denuncia dei volumi-funzione.
Negli interni l'assenza di ingombri verticali consente la totale conquista del corridoio tra le aule, con semplice espediente di paretine ripiegabili in combinazioni svariate, mentre tra aula ed aula la tramezzatura può scomparire attraverso una tecnologia a carter, metà sotto e metà sopra pavimento e soffitto.
La luce è spesso diagonale, gli spazi sono aggregati, i significati sono multipli, nessun percorso è obbligato.
L'incastro tra funzione scolastica e funzione pubblica comunitaria, si concreta soprattutto nel portico e nella palestra, usufruibile con due corrispondenti serie di spogliatoi.
Dalla pianura questo edificio, sollecita una promenade architecturale, cioè invita a girarvi attorno per captarne gli scorci asimmetrici e le sorprese visuali.

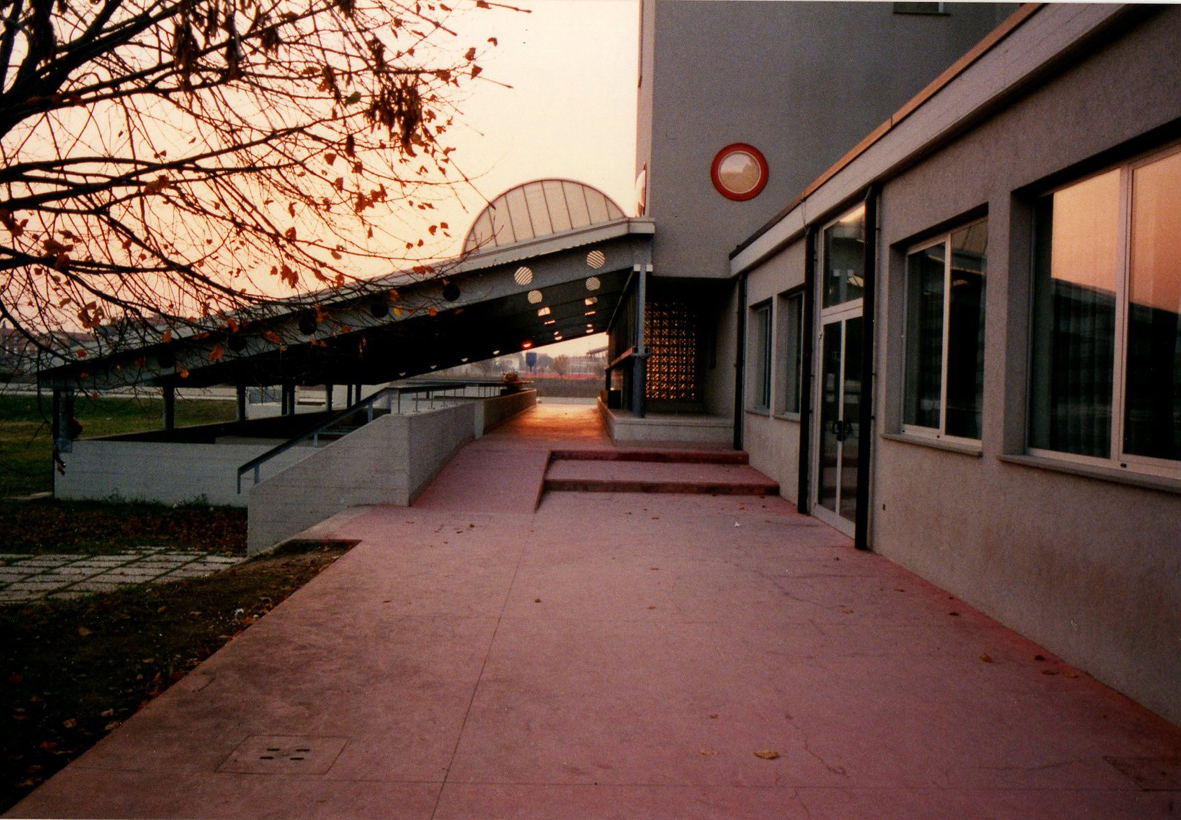
Scuola media, Santarcangelo di Romagna
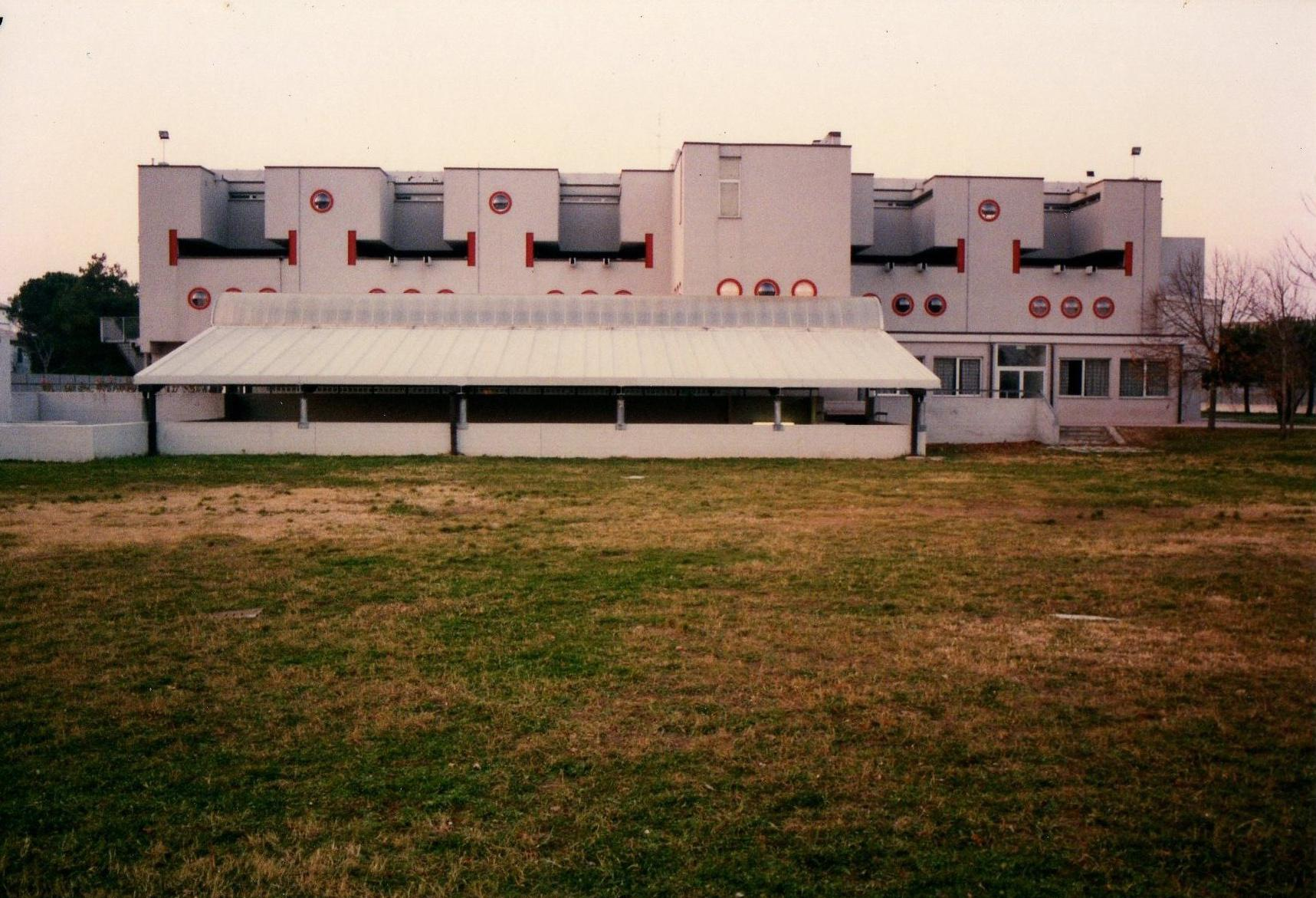
Scuola media, Santarcangelo di Romagna

### 1979-1998 Civico Museo Parisi-Valle, Maccagno (Varese)
Il Museo Parisi-Valle a Maccagno che è manifestamente un edificio-ponte, è il valico ciò che esso vi dice.
Sacripanti faceva della materia che "valica" il messaggio per altre cose. Il sogno del ponte - "pontefix" in senso religioso - è un sogno reale, è un'opzione praticabile che dice altro.
L'area è l'aria, qui: quella materia spaziale che aleggia sopra i corsi d'acqua. L'opera è un museo, il confronto con il ponte di Rialto o con il Ponte Vecchio, è rovesciato. Lì sosti durante il passaggio (una bottega, un incontro), ma dovrai proseguire. Qui, vieni portato a sospenderti e restare sul varco, a vivere quel sito che non è di nessuno dei due capi.
Il transitorio si fa metà. Così sospeso contempli immagini d'arte del passato, recente e remoto, ma in quanto parentesi nel tempo, tra una sponda e l'altra, ti è dato, ti è offerto, soprattutto il tempo.
Il tempo è protagonista in tutto il lavoro di Sacripanti: percezione in moto.
Aria, acqua, luce, vuoto, pieno, tempo, aria sono i veri materiali dell'edificio, varcare, attraversare, sostare, percorrere sono le azioni che celebra questo museo sospeso sul torrente Giona.

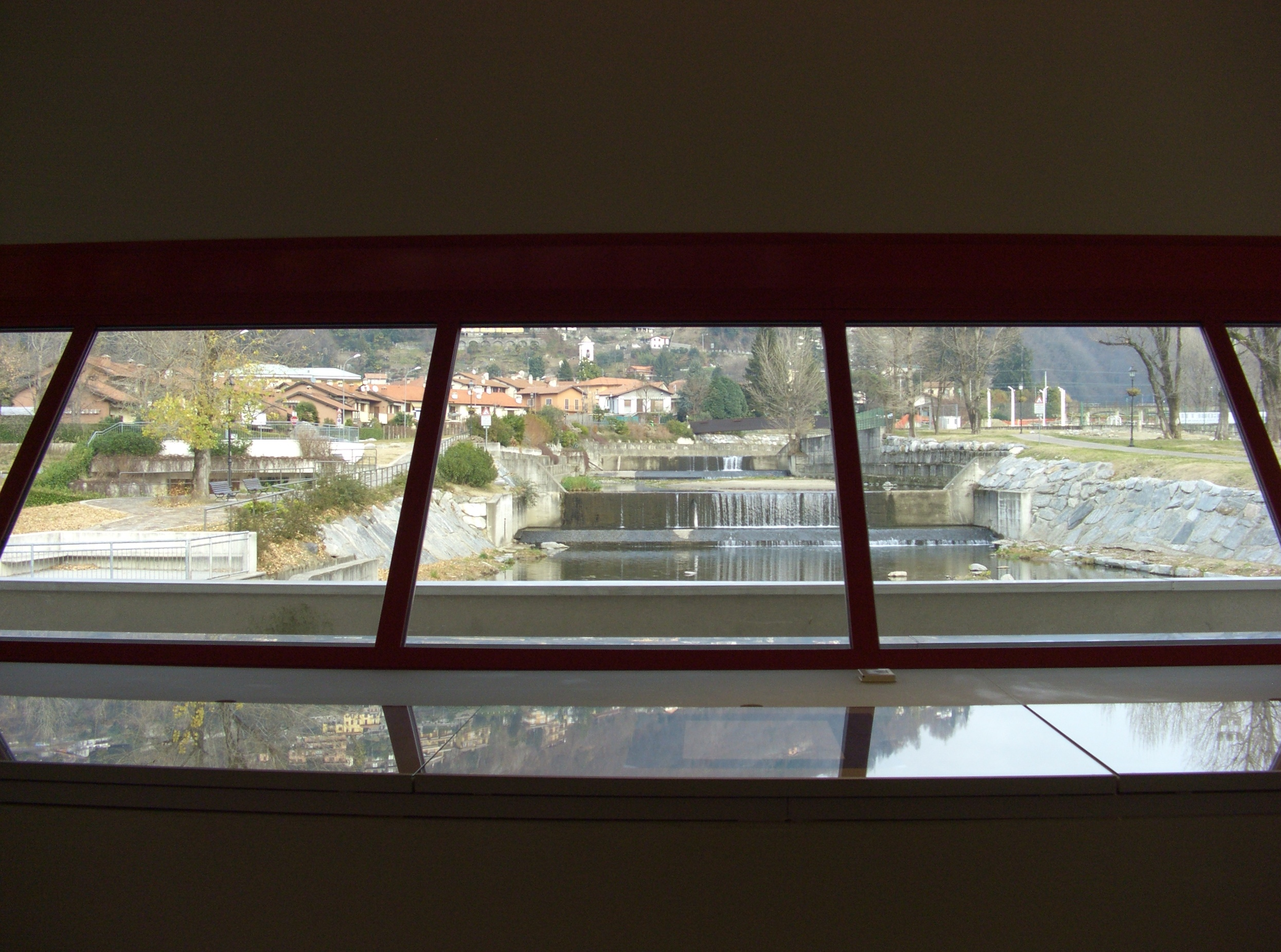
Museo civico Parisi-Valle, Maccagno
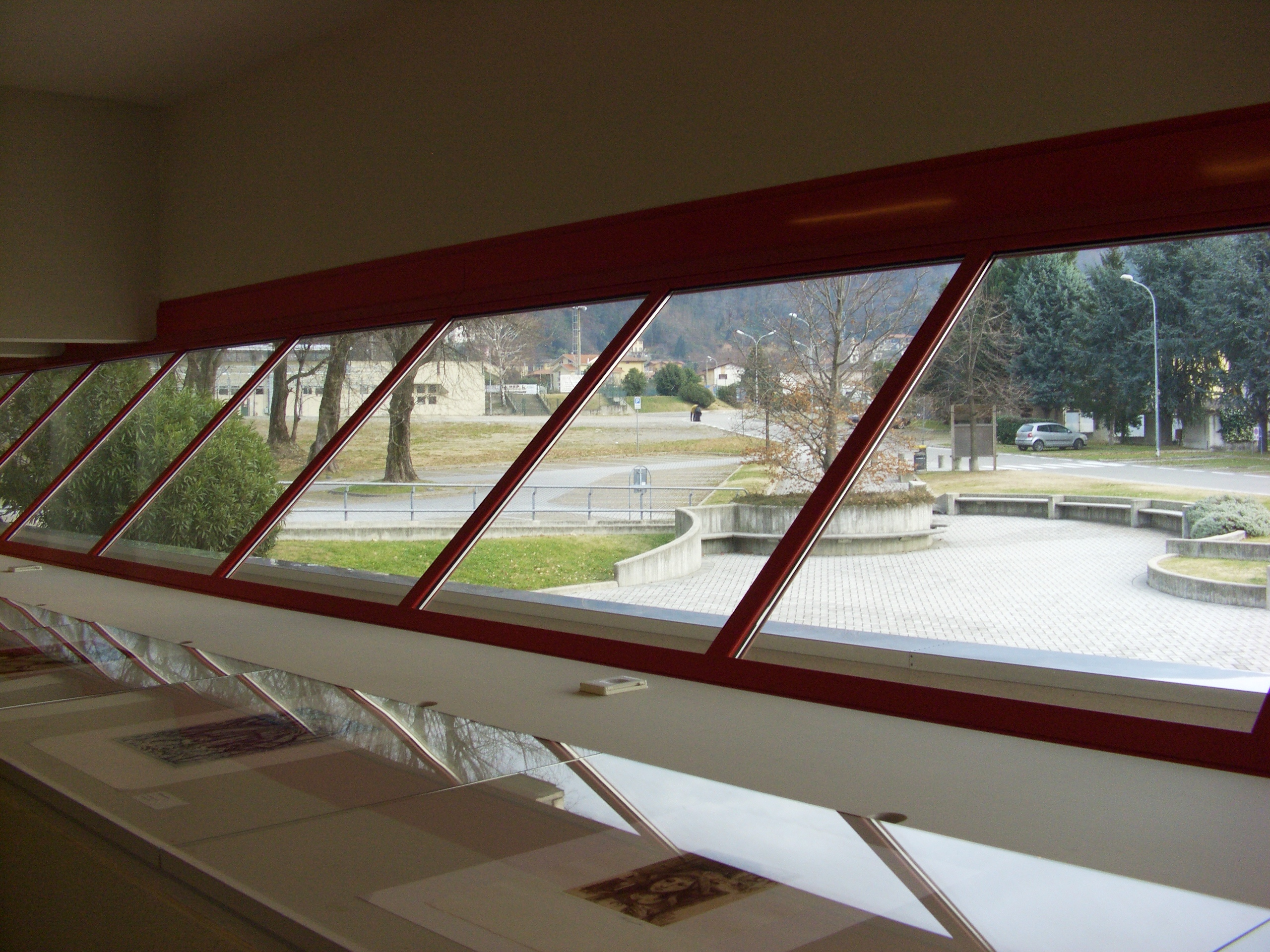
Museo civico Parisi-Valle, Maccagno

### 1980 Piazza-Parcheggio Guido da Montefeltro, Forlì
(Maurizio Sacripanti)
Il progetto doveva ricucire in pieno centro storico, nella piazza di Guido da Montefeltro, uno strappo urbano di settemila metri quadrati con un intervento polifunzionale in grado di valorizzare gi antichi conventi di Sant'Agostino e San Domenico, connettendoli ai nuovi parcheggi coperti e ai giardini fluviali.
Sacripanti ricercava un "luogo magico", denso di stratificazioni fenomeniche.
Erano previste la costruzione di una piazza e di un ampio parcheggio, in parte interrato e in parte in superficie.
Sacripanti concepisce la struttura come un "unicum", misurato sulla dimensione umana e sul suo movimento.
Una piastra concava nella direzione longitudinale, enfatizzata nella forma dalle lame verticali che ne segnano il limite, in opposizione alla linea orizzontale del terreno, individua superiormente la piazza e inferiormente il parcheggio coperto, aggettando sul parcheggio in superficie sottostante.
L'attenzione per l'uomo è comprensibile anche dalla cura nella progettazione dei collegamenti fra i due livelli.
Le bucature che caratterizzano lo spazio interno, spazio per la macchina in opposizione allo spazio per l'uomo, arretrano rispetto al filo della piazza sovrastante, concedendole leggerezza, così come agli edifici sovrastanti, attraverso la secca linea di ombra che su di essa proiettano le lame verticali.

### 1982-83 Museo della Scienza, in Via Giulia, Roma - Progetto
L'area su cui doveva sorgere il Museo, era un'area vuota a causa delle demolizioni operate intorno al 1940 per realizzare i programma di rinnovamento previsto dal Piano Regolatore del 1931.
L'area posta tra Ponte Sant'Angelo e Palazzo Farnese, all'interno del tessuto urbano del quartiere cresciuto tra Via dei Banchi Vecchi e Via Giulia, due importanti strade del Medioevo e del Rinascimento.
Il progetto proposto prevede un edificio possente, che rinuncia a perseguire un'immagine unitaria.
Una solida piastra praticabile, sorretta e insieme svuotata al suo interno da un insieme di travi e pareti perimetrali, segnalate da percorsi, ne costituisce l'involucro.